# كلاتة سوسناري بالا (بجستان)
کلاتة سوسناري بالا (بالفارسية: کلاته سوسناری بالا) هي قرية تقع في إيران في قسم بجستان الريفي. يقدر عدد سكانها بـ 0 نسمة بحسب إحصاء 2016.